# Vladimír Jánoš
Vladimír Jánoš (født 23. november 1945 i Prag) er en tjekkisk tidligere roer.

## Rokarriere
Jánoš var en del af den tjekkoslovakiske otter, der deltog i OL 1968 i Mexico City, hvor tjekkoslovakkerne blev nummer fem.
Ved OL 1972 i München udgjorde han sammen med Karel Neffe, Otakar Mareček, František Provazník og styrmand Vladimír Petříček besætningen i den tjekkoslovakiske firer med styrmand. I deres indledende heat blev de nummer to, hvilket de også blev i deres semifinale. I finalen var de to tysklandes både bedst, og vesttyskerne vandt guld foran østtyskerne, mens tjekkoslovakkerne hentede bronze.
Ved det sidste EM, i 1973, vandt samme besætning endnu en bronzemedalje, og ved OL 1976 i Montreal blev tjekkoslovakkerne og Jánoš nummer fire.

## OL-medaljer
- 1972:  Bronze i firer med styrmand